# All Shall Fall
All Shall Fall este cel de-al optulea album de studio al formației Immortal. Albumul a fost nominalizat la premiul Spellemannprisen (cel mai important premiu muzical din Norvegia) la categoria "Cel Mai Bun Album Metal", dar formația a respins nominalizarea.
Este primul album Immortal care intră în clasamentul norvegian. Acest album este asemănător cu precedentele trei, stilul muzical adoptat fiind blackened thrash metal.
Revista Terrorizer a clasat All Shall Fall pe locul 10 în clasamentul "Cele mai bune 40 de albume ale anului 2009".

## Lista pieselor
1. "All Shall Fall" - 05:58
2. "The Rise Of Darkness" - 05:47
3. "Hordes To War" - 04:32
4. "Norden On Fire" - 06:15
5. "Arctic Swarm" - 04:01
6. "Mount North" - 05:07
7. "Unearthly Kingdom" - 08:30

## Personal
- Abbath Doom Occulta - vocal, chitară
- Demonaz Doom Occulta - versuri
- Horgh - baterie
- Apollyon - chitară bas

## Clasament
| Țara          | Poziția |
| ------------- | ------- |
| Austria       | 52      |
| Elveția       | 45      |
| Finlanda      | 20      |
| Franța        | 48      |
| Germania      | 33      |
| Norvegia      | 21      |
| Suedia        | 34      |
| Statele Unite | 162     |